# Den animerade Bibeln
Den animerade bibeln (engelska: Testament: The Bible in Animation) är en walesisk och brittisk animerad serie baserad på berättelserna från Bibeln, från Adam och Eva, Abraham, Moses och Kung David. Serien blandar olika former av animationer som 2D, stop-motion och paint-on-glass. Serien sändes mellan den 11 oktober och den 6 december 1997. 